# Dysderoidea
Dysderoidea – nadrodzina pająków z infrarzędu pająków wyższych i kladu Synspermiata.

## Morfologia
Pająki te mają sześcioro oczu – zanikowi uległa para przednio-środkowa. Szczękoczułki są niezmodyfikowane, pozbawione występującej u pokrewnych Scytodoidea blaszki, w pierwotnym planie budowy zaopatrzone w dwa ząbki na przedniej i dwa na tylnej krawędzi. Z wyjątkiem Oonopidae warga dolna jest dłuższa niż szeroka, a szczęki dobrze wykształcone, równoległe lub prawie równoległe, opatrzone dobrze rozwiniętymi serrulami. Odnóża zaopatrzone są w kolce i zwieńczone dwoma lub trzema pazurkami, przy czym ta pierwsza opcja uchodzi za pierwotną dla nadrodziny. Opistosoma (odwłok) pozbawiona jest siteczka przędnego. Występują trzy pary funkcjonalnych kądziołków przędnych, z których przednia jest trójczłonowa. W pierwotnym planie budowy występuje stożeczek, jednak zanikł on wtórnie u części rodzajów. Synapomorfią grupy jest charakterystyczna budowa układu oddechowego w opistosomie. Przetchlinki tylnej pary przesunięte są w miejsce położone tuż za płucami i prowadzą do pojedynczego, dużego, skierowanego ku przodowi pnia tchawkowego. Budowa układu rozrodczego samic posiada synapomorfię w postaci dwudzielności wewnętrznej części genitaliów – występują dwa wywodzące się z modyfikacji spermateki elementy, jeden przy przedniej, a drugi przy tylnej ścianie torebki kopulacyjnej. Tylny zbiornik typowo służy do przechowywania nasienia. Samce mają bulbus z niezmodyfikowanym, walcowatym, luźno skręconym, otoczonym gruczołem wydzielniczym spermoforem, z wyjątkiem niektórych Oonopidae niewchodzącym zbyt daleko w embolus.

## Ekologia
Przedstawiciele nadrodziny w większości prowadzą skryty tryb życia. Wiele występuje w ściółce. Niektóre budują proste sieci łowne z rurkowatym oprzędem jako kryjówką, ale większość przeważają formy wędrowne, aktywnie polujące.

## Taksonomia
Do nadrodziny tej zalicza się cztery rodziny:
- Dysderidae – komórczakowate
- Oonopidae
- Orsolobidae
- Segestriidae – czyhakowate

Bazującą na dwóch synapomorfiach definicję nadrodziny ograniczoną do tych czterech rodzin wprowadzili w 1985 roku Forster i Platnick. Monofiletyzm tak rozumianych Dysderoidea potwierdziły m.in. analizy filogenetyczne Michalíka i Ramíreza z 2014 roku, Wheelera i innych z 2017 roku, Fernández i innych z 2018 roku, Michalika i innych z 2019, Kallala i innych z 2020 roku oraz Ramíreza i innych z 2020 roku.